# Belagerungsmünze

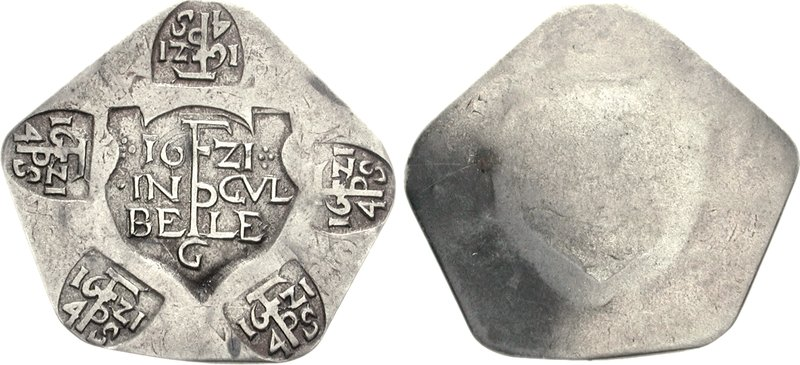
Belagerung von Jülich 1621, Silberklippe zu 20 Stübern.

Belagerungsmünzen (abhängig von der Form auch Belagerungsklippen) sind Notmünzen, die in belagerten Plätzen hergestellt wurden, um als Zahlungsmittel zu dienen, meist zur Besoldung der Truppen.
Belagerungsmünzen wurden oft unvollkommen geprägt und bei Mangel an Metall oft auch aus wertlosem Material (Leder, Pappe usw.) hergestellt.
So wurden während der Belagerung von Jülich 1610 durch den Festungskommandanten Johann von Reuschenberg zu Overbach Bruchstücke des silbernen Tafelgeschirrs mit Wertstempeln versehen und als 1- bis 10-Gulden-Stücke ausgegeben. In ähnlicher Weise verfuhr man während der Belagerung Kolbergs 1807, wo Pappstücke mit dem Kommandanturstempel als 2, 4 und 8 Groschen angefertigt wurden.

## Siehe auch

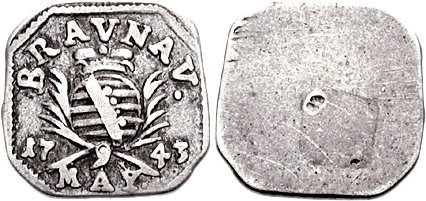
Braunauer Notklippe zu 6 Kreuzer mit der Jahreszahl 1743. (Silber; 1,12 g)